# 구례 연곡사 동 승탑
구례 연곡사 동 승탑(求禮 鷰谷寺 東 僧塔)은 전남 구례군 토지면 연곡사에 있는 통일신라의 승탑이다. 1962년 12월 20일 대한민국의 국보 제53호로 지정되었다.
통일신라 때에 건립된 것으로 추측된다. 신라식으로 된 기단(基壇)·탑신(塔身)·옥개(屋蓋)의 세 부분으로 이루어졌으며, 네모진 장대석(長臺石)에 8각의 2층 기단을 두고 각 층에 운룡(雲龍) 사자와 그 밖의 동물 형상을 새겼다. 도선국사의 승탑이라고 전해지기는 하나 확실하지 않다.

## 개요
탑이 부처의 사리를 모시는 곳이라면, 승탑은 유명했던 스님들의 사리를 두는 곳이다. 승탑의 구성은 석탑과 같아서, 기단(基壇) 위에 사리를 모시는 탑신(塔身)을 두고 그 위에 머리장식을 얹는다.
이 승탑은 연곡사의 동쪽에 네모난 바닥돌위로 세워져 있으며, 전체적으로 8각형을 기본으로 하고 있다. 연곡사는 고려 전기까지 스님들이 선(禪)을 닦는 절로 이름이 높았는데, 이 때문인지 이곳에는 이 승탑 외에도 구례 연곡사 소요대사탑(보물 제154호), 구례 연곡사 북 승탑(국보 제54호) 등 2기가 더 있다. 동 승탑은 그 중 형태가 가장 아름답고 우아한 작품이다.
기단(基壇)은 세 층으로 아래받침돌, 가운데받침돌, 윗받침돌을 올렸다. 아래받침돌은 두 단인데, 구름에 휩싸인 용과 사자모양을 각각 조각해 놓았다. 가운데받침돌에는 둥근 테두리를 두르고, 부처님의 설법을 들으러 몰려든다는 8부중상(八部衆像)을 새겼다. 윗받침돌 역시 두 단으로 나뉘어 두 겹의 연꽃잎과 기둥모양을 세밀하게 묘사해 두었는데, 이 부분에 둥근 테를 두르고 그 안에 불교의 낙원에 사는 극락조인 가릉빈가(伽陵頻迦)를 새겨둔 점이 독특하다. 
탑신(塔身)은 몸돌의 각 면에 테두리를 두르고, 그 속에 향로와 불법을 수호하는 방위신인 4천왕상(四天王像)을 돋을새김해 두었는데, 그 수법이 그리 훌륭하지는 못하다. 지붕돌에는 서까래와 기와의 골을 새겼으며, 기와를 끝맺음할 때 두는 막새기와까지 표현할 정도로 수법이 정교하다. 머리장식으로는 날개를 활짝 편 봉황과 연꽃무늬를 새겨 아래위로 쌓아 놓았다.
도선국사의 승탑이라고 전해지고 있으나 확실한 것은 알 수가 없으며, 일제 때 동경대학으로 반출될 뻔한 위기도 있었지만 다행히도 제자리를 지키고 있다. 기단이 좀 높아 보이기는 하나 전체적으로 안정된 비례감을 잃지 않으면서 훌륭한 조각수법을 보이고 있어 통일신라 후기를 대표할 만한 우수한 작품으로 평가받고 있다.

## 갤러리

감실
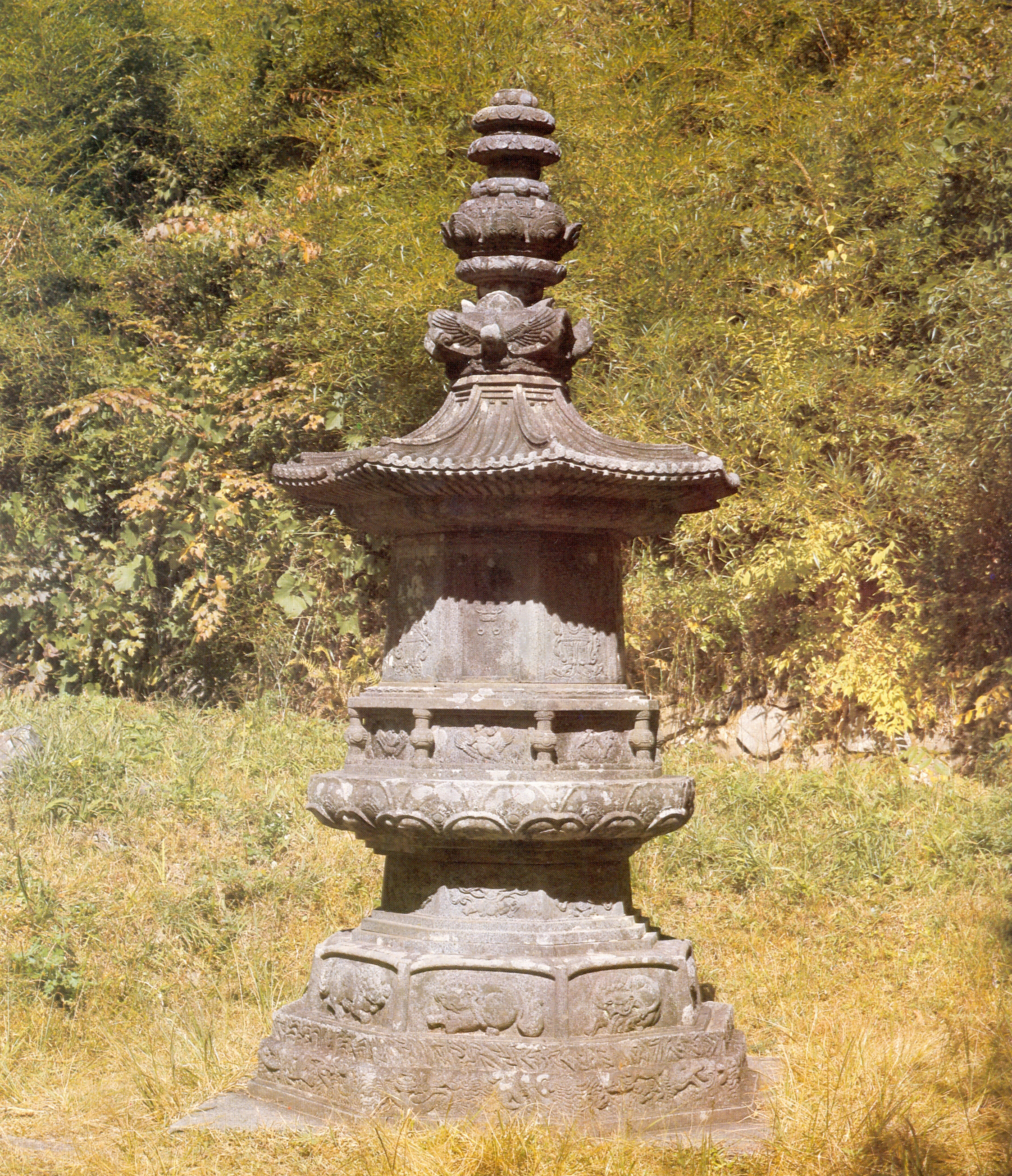
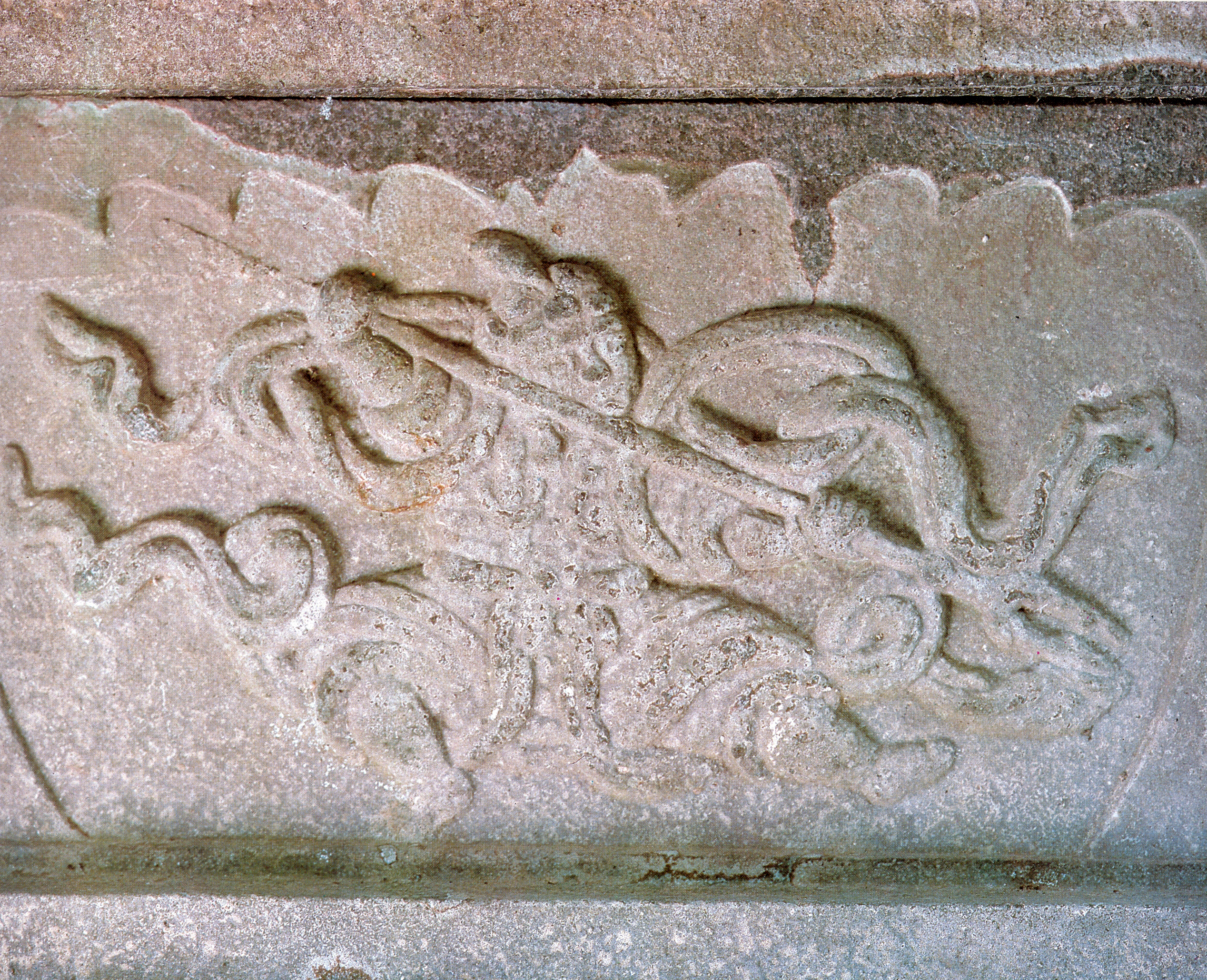
기단 윗 부분에 새겨진 팔부중상 중 하나

## 같이 보기
- 연곡사

## 참고 자료
- 구례 연곡사 동 승탑 - 국가유산청 국가유산포털